# Джулія Девіс
Джулія Девіс (англ. Julia Davis; нар. 16 травня 1974, Київ, Українська РСР) — американська журналістка українського походження та медіа-аналіткиня, яка працювала на владу США та мала кар'єру у кіновиробництві. Джулія колумністка The Daily Beast і Центру аналізу європейської політики.
Її описують як «найвидатнішого експерта США з питань телебачення та пропаганди, контрольованих російським урядом» та називають «шептухою російського телебачення для американських вух».

## Життєпис
Джулія Девіс народилася 16 травня 1974 року в Києві в Радянській Україні. Її батьки були інженерами.
Закінчила Київський Політехнічний Інститут з відзнакою, де отримала магістратуру авіаційної та космічної техніки. Після закінчення політехніки емігрувала до США, де почала свою кар'єру у кіновиробництві.
У США з відзнакою та сертифікатом про видатні досягнення закінчила Федеральний навчальний центр правоохоронних органів США, де також вчила фарсі. Починаючи з російської анексії Криму у 2014 році повністю присвятила себе журналістиці та аналізу російської дезінформації.
21 травня 2022 року уряд Росії офіційно ввів санкції проти Джулії. Вона висловила це тим, що вона «в чудовій компанії» і для нею «є велика честь бути включеною».
У 2024 році Джулія випустила власну книгу під назвою «Їхніми словами: як російські пропагандисти розкривають наміри Путіна»(англ. In Their Own Words: How Russian Propagandists Reveal Putin’s Intentions), опубліковану пресою університету Колумбія з передмовою від історика Тімоті Снайдера.

## Кар'єра

### Кіновиробництво
Джулія розпочала свою кар'єру у сфері кіно та продюсування в 1995 році, працюючи у кіно- та телевиробництві режисеркою, сценаристкою та каскадеркою. Вона є членкинею багатьох професійних організацій, зокрема Академії телевізійних мистецтв і наук, Women In Film, і є колишньою членкинею Гільдії кіноакторів США. Джулія була першою хто створила звукові доріжки гімну України та інших пісень Національного українського оркестру для Paramount Pictures.

### Федеральна служба
Між роботою у кіновиробництві після закінчення Федерального навчального центру правоохоронних органів США, Джулія працювала на федеральну владу США. Вона працювала офіцеркою правоохоронних органів у Службі імміграції та натуралізації, а також виконувала обов'язки керівника Департаменту внутрішньої безпеки у відділі митної та прикордонної охорони на митниці Сан-Ісідро у Каліфорнії.
Джулія надавала свій досвід у питаннях національної безпеки, боротьби з тероризмом та імміграції різним ЗМІ.

### Аналіз дезінформації
До 2014 року Девіс переважно зосереджувався на кіновиробництві та журналістичних розслідуваннях. Однак після російської анексії Криму, Джулія була «сильно» здивована відсутністю репортажів на цю тему в США, причиною чого, як вона вважає, був вплив англомовного каналу RT. У той час RT описували себе як «альтернативне ЗМІ», хоча тоді вони почали швидко поширювати російську дезінформацію щодо російсько-української війни. «Мегафон Кремля був озброєний, викидаючи відверту пропаганду та фейки», — заявила Джулія.
Її висвітлення російської пропаганди викривало кібервійну Росії, фейкові новини та дезінформацію, націлену проти Сполучених Штатів та інших країн. Також Джулія працювала експертом на порталі про дезінформацію Атлантичної Ради.

## Russian Media Monitor
Джулія найбільш відома тим, що заснувала Russian Media Monitor у 2014 році, проєкт моніторингу російського державного телебачення, включаючи міжнародні канали, такі як RT (колишня Russia Today). Стосовно заснування вона заявила, що «це було цілком природно, що коли США зазнають такої атаки з цієї частини світу, то, завдяки унікальному досвіду та навичкам, які я маю, і володінню російською мовою я намагаюся щось зробити в цій царині».
Під час російського вторгнення в Україну у 2022 році Russian Media Monitor привернув увагу тим, що він показав міжнародній аудиторії агресивну риторику на російському телебаченні, як-от ядерні погрози, а також підтримкою певними російськими ЗМІ деяких американських діячів, таких як Такер Карлсон і Тулсі Габбард.

## Книги
- Джулія Девіс. Їхніми словами: як російські пропагандисти розкривають наміри Путіна = In Their Own Words: How Russian Propagandists Reveal Putin’s Intentions. — преса Університету Колумбія, 2024. — ISBN 978-3838219097.